# Warwick (Québec)
Pour les articles homonymes, voir Warwick.
Warwick est une ville du Québec, située dans la municipalité régionale de comté d'Arthabaska et dans la région administrative du Centre-du-Québec.

## Histoire
Warwick a été constituée en tant que village en 1861 dans le comté d'Arthabaska, sur la rivière des Pins, et sur le chemin de fer Canadien National, au sud de Victoriaville. C'est un centre industriel, avec ses usines de machines agricoles, machines à laver, de blouses, de boîtes de fromage, et de portes.
Warwick est reconnue pour être l'endroit où la poutine a été inventée par Fernand Lachance en 1957.

## Héraldique
| Savoir croître en beauté |
| ------------------------ |

| L'écu de Warwick se blasonne ainsi : Parti, au premier d'argent semé de myosotis tigé et feuillé de sinople, fleuri d'azur et pointée de gueules, au second d'azur meublé au chef une gerbe et en pointe de trois glands, le tout d'or, au fasce de gueules à la roue d'engrenage du premier brochant sur le tout. Attention : Ce blasonnement n'est pas officiel, il a été établi à partir d'une représentation graphique. |

## Géographie
La ville de Warwick est située à proximité (12 km) de la ville de Victoriaville. Une partie de la municipalité se retrouve en terrain relativement plat et fait partie des basses-terres du Saint-Laurent tandis que l'autre, plus vallonnée, marque le début des monts Notre-Dame. La rivière des Pins traverse la municipalité du sud-est vers le nord en passant au sud de l'agglomération. La route 116 est le principal axe routier est-ouest. 
Sa localisation géographique crée un microclimat plus chaud que dans le reste de la région.

## Démographie
En 2021, le recensement canadien indique que la population a augmenté de 2% depuis 2016 en atteignant 4729 habitants pour une moyenne d'âge de 43,5 ans.
| 1986  | 1991  | 1996  | 2001  | 2006  | 2011  | 2016  | 2021  |
| ----- | ----- | ----- | ----- | ----- | ----- | ----- | ----- |
| 2 806 | 2 836 | 2 904 | 4 874 | 4 804 | 4 766 | 4 635 | 4 729 |

## Administration
| Warwick Maires depuis 2005                                                                                           |                   |                     |          |
| Élection | Maire             | Qualité             | Résultat |
| 2005 | Claude Desrochers |                     | Voir     |
| 2009 | Claude Desrochers | Voir                |          |
| 2013 | Diego Scalzo      |                     | Voir     |
| 2017 | Diego Scalzo      | Voir                |          |
| 2021 | Pascal Lambert    |                     | Voir     |
| nov. 2023 | Noëlla Champagne  | Mairesse suppléante | Voir     |
| Élection partielle en italique Depuis 2005, les élections sont simultanées dans toutes les municipalités québécoises |                   |                     |          |

## Économie
À l'origine centrée sur le textile, l'économie de Warwick est principalement orientée vers l'industrie laitière, la transformation agroalimentaire et de petites et moyennes entreprises industrielles.
Selon plusieurs, elle serait l'endroit où a été inventée la poutine. Le 20 avril 2007, la Ville de Warwick a fait enregistrer légalement la marque de commerce « Warwick, capitale des fromages fins du Québec ».
Les Industries
- Croustilles Yum Yum (Croustilles)
- Vergers des horizons (Pommes)
- Roland Boulanger (Moulures)
- Fromagerie Victoria (Restaurant)
- Plastique DCN (Plastiques)
- Fenergic (Portes et Fenêtres)
- REFLEC (Fenestration)
- La brulerie des cantons (Café)
- Jeans Warwick (Jeans)
- Échelles Warwick (Échelles)
- AzkoNobel Peintures Bois ltée
- WestRock (Papier/Imprimerie)

## Évènements
- Depuis 2016, le Grand BBQ de Warwick[8].
- La Balade Gourmande, un circuit au Centre-du-Québec[9].
- Depuis 2022, Warwick en fête[10].

## Activités offertes
- Le Club de golf Canton, route 116, Warwick[11].
- L'érablière Aux petits plaisirs, 63 rang des Buttes, Warwick[12].

## Infrastructures
- Hôtel de ville

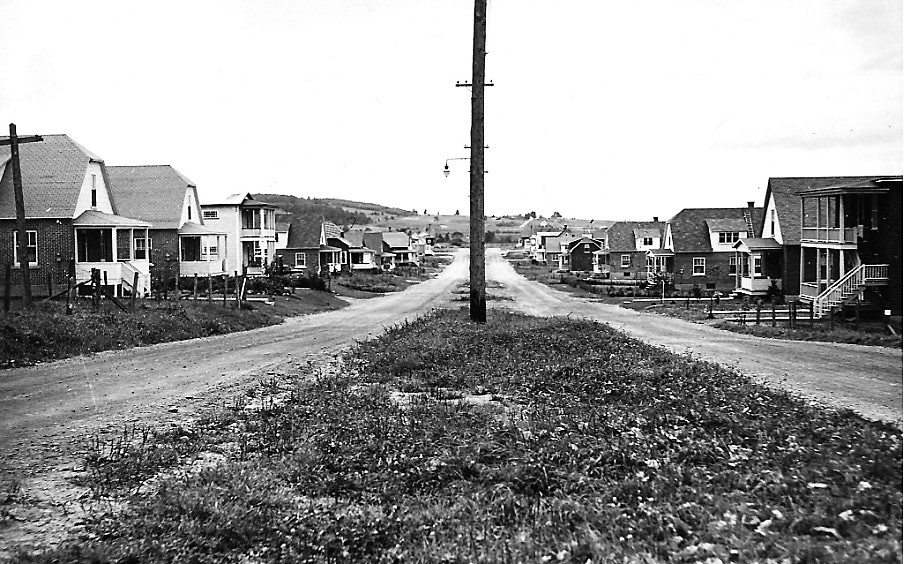
Boulevard Kirouac, Warwick, 1948

- Église catholique Saint Médard (la paroisse est rattachée au diocèse de Nicolet)
- École primaire Saint-Médard
- École primaire Sainte-Marie
- École secondaire Monique-Proulx
- École alternative La Fermentière (pour jeunes en difficulté d'apprentissage)
- Foyer pour personnes âgées Étoile d'or
- Foyer pour personnes âgées Villa du Parc
- Salle du Canton
- Aréna Jean-Charles Perreault
- L'ancienne gare
- Piste cyclable de la route verte sur l'ancien tronçon du chemin de fer
- Club de quille aramis
- Route 116
- Collectrices (vers Saint-Albert et Tingwick)

## Patrimoine

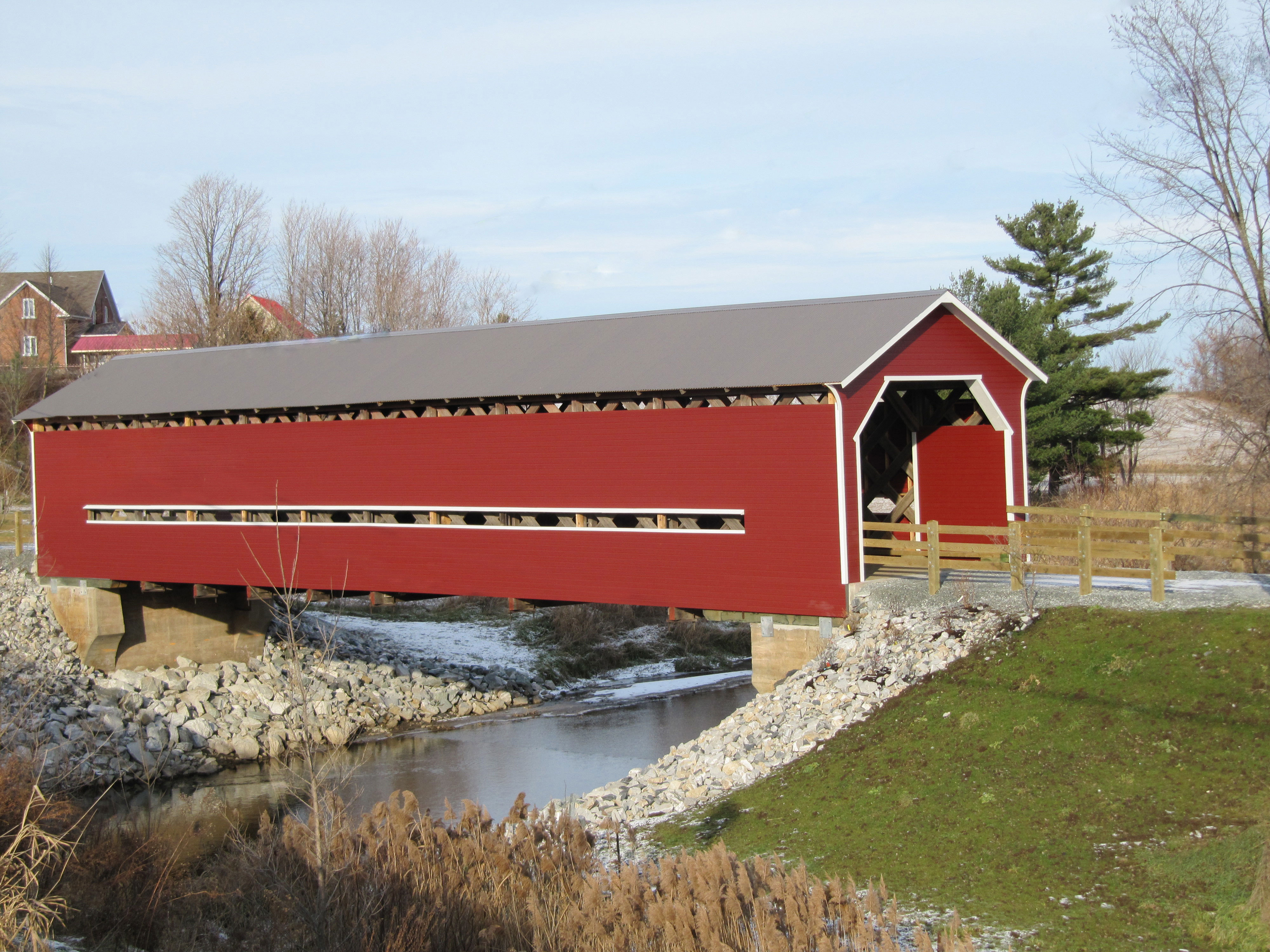
Le pont Joseph-Édouard-Perrault fraichement restauré (2011)

- Warwick n'a qu'un seul bâtiment déclaré comme bien culturel du Québec, soit le pont Joseph-Édouard-Perrault qui a été cité monument historique en 1999[13].
- Néanmoins elle dispose également de l'ancien bâtiment de la gare de Warwick construite par le Grand Tronc en 1901[14].

## Personnalités liées
- Catuvolcus, groupe de folk métal en est originaire
- Serge Champagne (1943-1984), homme politique, député de la 32e législature du Québec.